# Chapelton (Jamajka)
Chapelton – miasto na Jamajce, w regionie Clarendon.